# Лисина (резерват природе)
Резерват природе Лисина је посебни резерват природе Републике Српске, основан 2011. године.

## Карактеристике
Заштићено подручје обухвата 560 хектара на територији општине Мркоњић Град. На подручју резервата се простире истоимена планина, а основна вредност је изванредан диверзитет гљива. У циљу популаризације гљиварства, као корисне привредне и туристичке гране мркоњићко Удружење гљивара и љубитеља природе организује манифестацију „Дани гљива”, која је јединствена на простору Републике Српске и БиХ, али и шире.
Захваљујући геолошкој грађи, резерват природе карактерише велики биодиверзитет биљних и животињских врста. У досадашњим истраживањима је откривено и описано преко 1.000 биљних врста, око 1.500 врста гљива, пет врста рибе, по десетак врста водоземаца и гмизаваца, 29 врста сисара и 107 птичјих врста. Пронађено је и око 360 извора питке воде који представљају значајне водене ресурсе у локалним оквирима.
Лисина је јединствена и по томе што на надморској висини од 1.250 метара извире и тече Шибовљанска река. Подно највишег врха од 1.464 метара, налази се и село Шибови.